# Ilim
Ilim (rusky Илим) je řeka v Irkutské oblasti v Rusku. Je dlouhá 589 km. Povodí řeky má rozlohu 30 300 km².

## Průběh toku
Pramení na Středosibiřské vysočině a tou také protéká. Od pramene k vesnici Ilimsk má horský charakter. Ve vzdálenosti 8 km od ústí se nacházel Simachinský práh tvořený schůdky, který zmizel pod hladinou Usť-ilimské přehradní nádrže. Ústí zprava do Angary (povodí Jeniseje).

## Vodní režim
Zdrojem vody jsou sněhové a dešťové srážky. Průměrný roční průtok vody ve vzdálenosti 52 km od ústí u osady Sotnikova činí 139 m³/s. Zamrzá na konci října a rozmrzá na začátku května.

### Přítoky
- zprava – Kočenga, Tuba
- zleva – Čora

## Využití
Celá dolní polovina toku řeky tvoří záliv Usť-ilimské přehrady. V povodí řeky se nachází Ilimo-koršunovské naleziště železné rudy. Z Ilimsku vedl od 17. do 19. století tzv. Lenský volok přes řeky Muku a Kutu do řeky Leny.